# Postgeschichte und Briefmarken von Italien

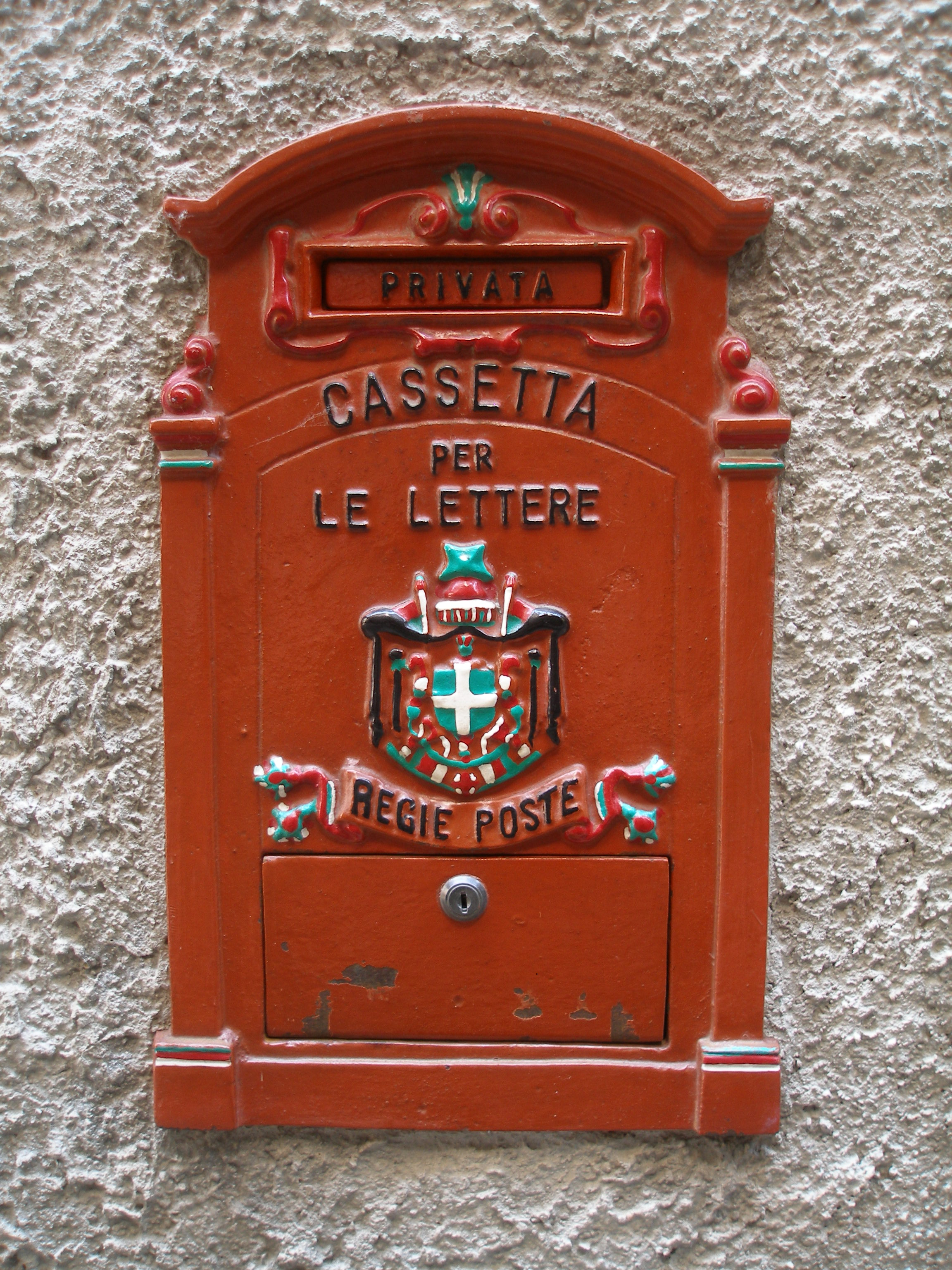
Postbriefkasten der „Königlichen Post“ (Regie Poste) 2013 in Malcesine

Die italienische Postgeschichte wird von der späten nationalstaatlichen Einigung Italiens geprägt. Trotz der weitgehend zersplitterten Geschichte gingen von italienischem Boden im Lauf der Jahrhunderte wesentliche Beiträge zur Entwicklung des Postwesens aus.

## Antike
Die Grundlagen für eine eigene Staatspost im Römischen Reich wurden von Gaius Iulius Caesar gelegt. Der römische Kaiser Augustus baute sie später beträchtlich aus. Die „Post“ wurde damals cursus publicus genannt und unterstand direkt dem Kaiser. Der cursus publicus war nicht für private Sendungen zugelassen. Postsendungen wurden, soweit möglich, mit dem Schiff befördert. An Land bediente man sich des Pferdes. In Abständen von etwa 7 bis 14 km wurden hierzu Stationen für den Pferdewechsel eingerichtet. Mit dem Untergang des Weströmischen Reiches verschwand auch der cursus publicus. Im Oströmischen Reich hielt er sich noch bis etwa 520.
Für Privatbriefe musste man andere Wege wählen: man gab sie etwa reisenden Freunden mit. Allerdings war damit manchmal auch eine lange Wartezeit verbunden; beispielsweise empfing Augustinus einmal einen Brief erst nach neun Jahren. Waren die Distanzen nicht ganz so groß, so schickte ein Römer einen eigens dafür gehaltenen Sklaven, der zu Fuß bis zu 75 km am Tag zurücklegte.

## Mittelalter

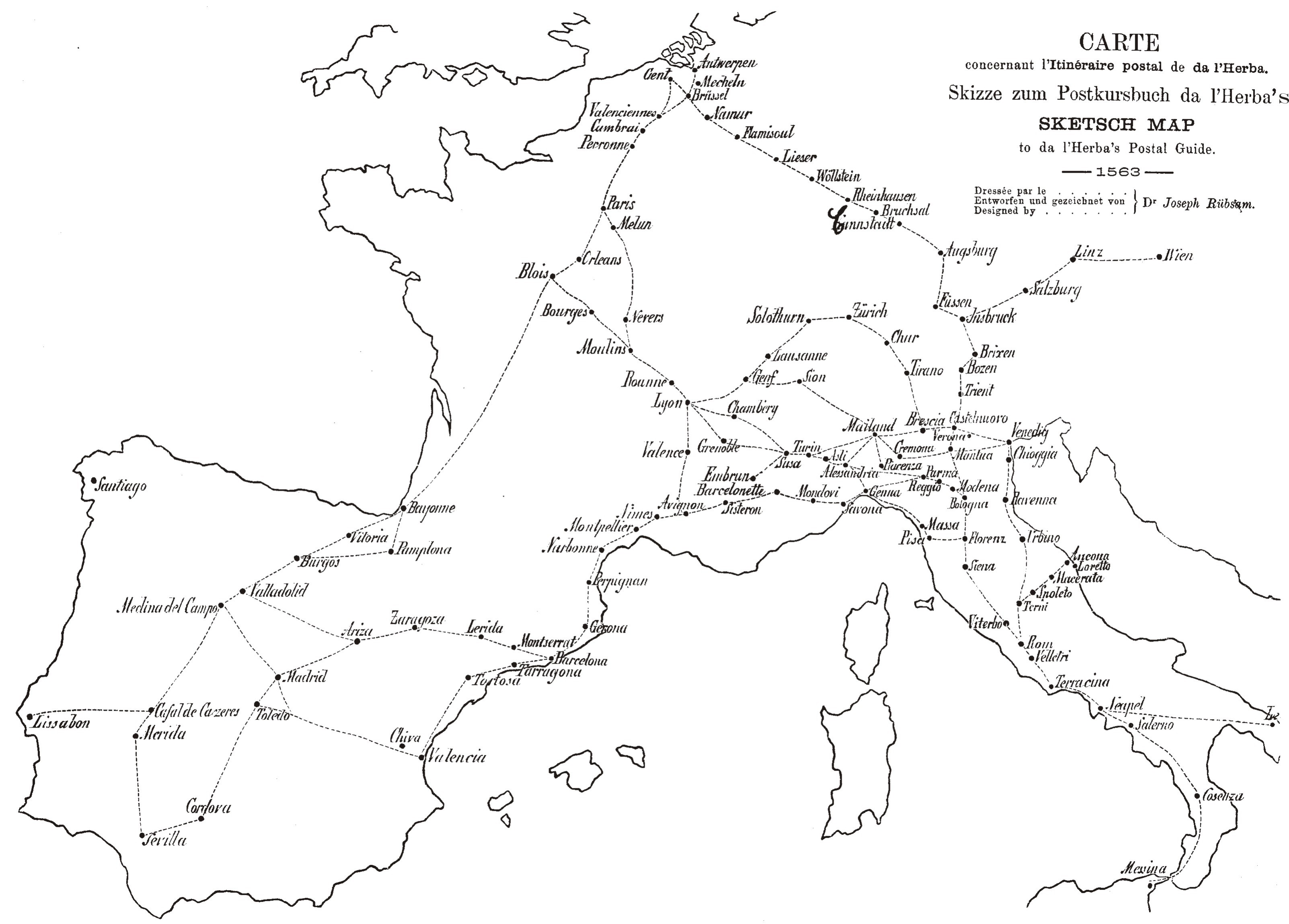
Postkurse 1563

Im Mittelalter wurde die Nachrichtenübermittlung in Italien von drei Einrichtungen dominiert: von der katholischen Kirche, von den Herrschern in den verschiedenen italienischen Stadt- oder Flächenstaaten und vom Fernhandel.
Die zentrale Lenkung der Kirche in Rom und die häufigen Papstwahlen erzwangen einen ständigen Schriftverkehr mit den Bistümern. Dazu gehörte auch die Einbindung der Klöster, die eigene Botendienste unterhielten. Die italienischen Seerepubliken wie Genua und Venedig entwickelten einen bedeutenden Fernhandel, verbunden mit einem regen Schriftverkehr der länderübergreifenden Kaufmannspost. In Florenz, Venedig, Rom und an anderen Orten entstanden große Bank- und  Handelshäuser, die untereinander und mit ihren ausländischen Geschäftspartnern vernetzt waren. Einen privaten Briefverkehr gab es hingegen kaum. Seit dem 13. Jahrhundert boten Herbergen an Reisestraßen in Spanien, in Italien und in Deutschland Leihpferde an. Erste staatliche Stafetten zur Nachrichtenübermittlung mittels Reiter- und Pferdewechsel entstanden schon vor 1400 im Herzogtum Mailand. Von dort stammt auch die Familie Thurn und Taxis (Torre e Tasso), die im weiteren Verlauf als Postunternehmer in ganz Europa bekannt wurden.

## Neuzeit
Im Gegensatz zur blühenden Entwicklung in der Renaissance spiegelt die Postgeschichte Italiens zwischen 1560 und 1860 den politischen, sozialen, kulturellen und wirtschaftlichen Niedergang des Landes wider, das weitgehend fremdbeherrscht war. Begrenzte postgeschichtliche Ausnahmen sind die Republik Venedig, das Herrschaftsgebiet des Hauses Savoyen und der Kirchenstaat. 

## Königreich Italien

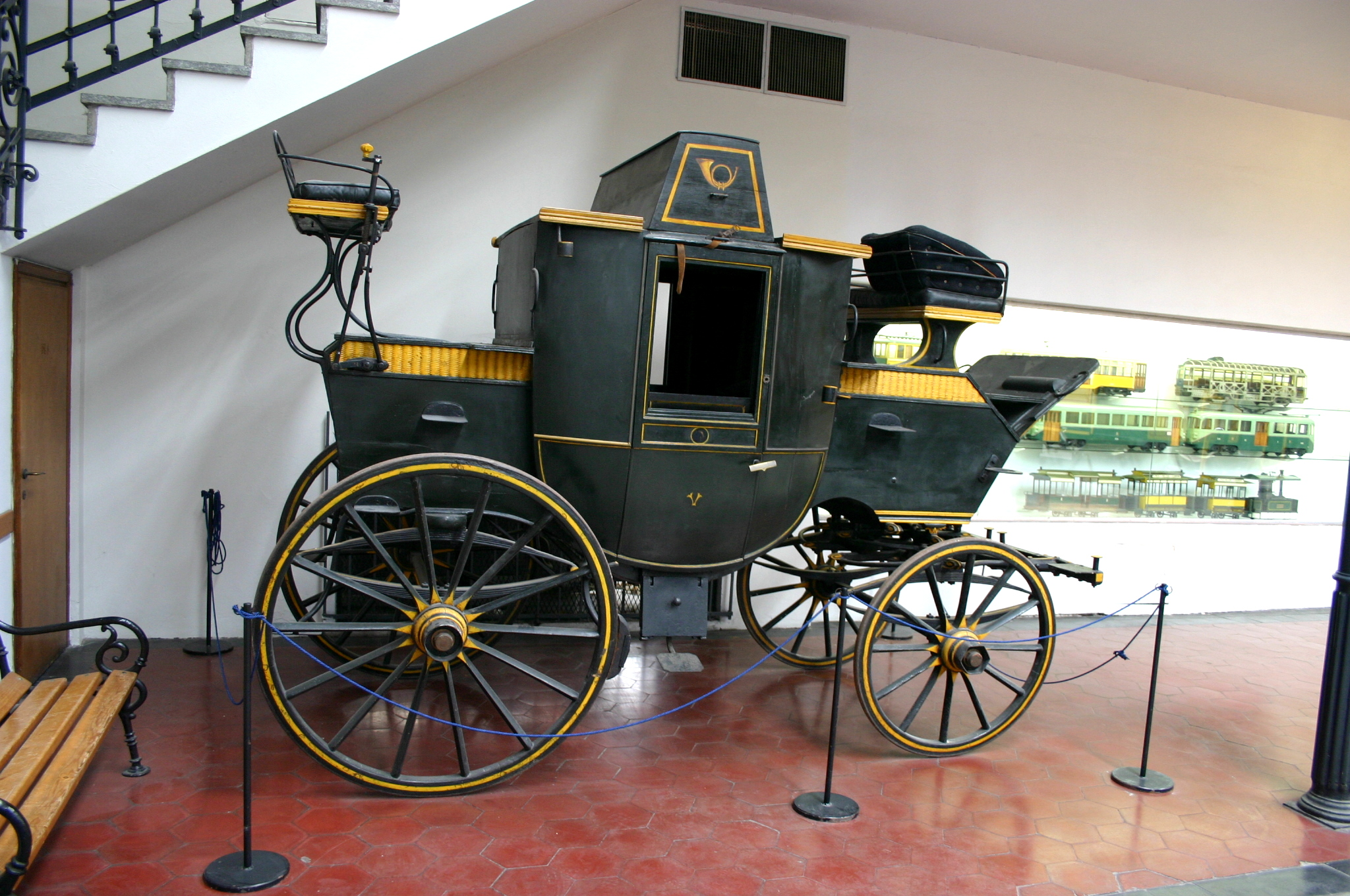
Postkutsche im Museo della Scienza in Mailand

Die Ursprünge des heutigen italienischen Postwesens liegen beim Königreich Sardinien-Piemont, aus dem 1861 das Königreich Italien entstand. Anfänge einer Landespost finden sich dort Anfang des 18. Jahrhunderts. Nach der napoleonischen Besetzung entstand 1818 mit der „Königlichen Post“ (Regie Poste) der direkte Vorgänger der 1862 durch die Eingliederung der Postdienste der anderen italienischen Staaten gegründeten italienischen Post- und Telegraphenverwaltung. Briefmarken hatte man in Sardinien-Piemont im Jahr 1851 eingeführt. In den ersten Jahren nach der Einigung und dem Untergang der alten Staaten blieben deren Briefmarken trotz des neuen Postmonopols weiterhin in Gebrauch, weswegen es teilweise zu kuriosen Mischfrankierungen kam, die heute besonderen Sammlerwert haben. 
Bei der Entwicklung des nationalstaatlichen Postwesens spielten zunächst die Eisenbahnen und die Dampfschifffahrt eine bedeutende Rolle. Wegen der schlechten Infrastruktur blieb man in weiten Teilen des Landes jedoch weiterhin auf das Pferd angewiesen. Wegen der starken italienischen Auswanderung nach Amerika, insbesondere nach Argentinien und Uruguay wurde bald der Einsatz von Postschiffen erforderlich. Zu diesem Zweck richtete die Lavarello-Reederei eine staatlich subventionierte Linienverbindung ein. 1874 eröffnete man bei den italienischen Generalkonsulaten in Buenos Aires und Montevideo eigene Postämter, wobei es wiederum zu auffälligen Mischfrankierungen kam, da die nationalen Postmonopole zu berücksichtigen waren.
Bis 1880 wurden in ganz Italien rund 4.000 Postämter eingerichtet, deren Dienste dank des schrittweisen Abbaus des Analphabetismus auch die einfache Bevölkerung zunehmend in Anspruch nahm. Im Jahr 1889 gliederte man aus dem Ministerium für öffentliche Arbeiten das neue Post- und Telegraphenministerium aus, das unter verschiedenen Bezeichnungen, zuletzt als Kommunikationsministerium, bis 2008 bestand. 1906 fand in Rom der sechste Weltkongress des Weltpostvereins statt, zu dessen Gründungsmitgliedern Italien zählt. Der Erste Weltkrieg erforderte den Aufbau einer großen Feldpostorganisation, die bald leistungsfähiger als ihr ziviles Pendant war. 1917 richtete man versuchsweise einen ersten Luftpostdienst zwischen Turin, Rom und Palermo ein, wobei auch die ersten Flugpostmarken herausgegeben wurden. Bereits 1909 hatte man für Rundflüge in Mailand und Brescia entsprechende Sonderstempel verwendet.

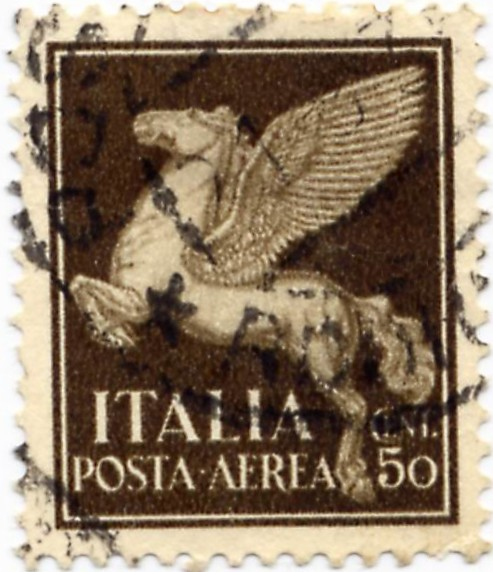
Luftpostmarke, 1930

Nach dem Ersten Weltkrieg baute man nicht nur den Luftpostdienst weiter aus, es kamen auch zunehmend Kraftfahrzeuge zum Einsatz, insbesondere in Gegenden mit unzureichendem Bahnanschluss. Das faschistische Regime versuchte, die italienische Post drastisch zu rationalisieren: 1921 hatte die Königliche Post 50.000 Mitarbeiter, 1936 waren es nur noch 34.000. Gleichzeitig wurde versucht, die Dienstleistungen der Postboten in ländlichen Gebieten zu verbessern. Der Zweite Weltkrieg, insbesondere die Zeit zwischen 1943 und 1945, schadete der italienischen Post und ihrer Infrastruktur massiv. In der faschistischen Sozialrepublik, die in Norditalien unter deutschem Schutz entstand, wurde eine separate Postverwaltung eingerichtet.

## Republik Italien
Der Wiederaufbau in der Nachkriegszeit war unter anderem geprägt vom Ausbau der Finanz- und Zahlungsverkehrsdienstleistungen. Besonders staatliche Stellen wickelten ihren Zahlungsverkehr mit den Bürgern über die Post ab.
Im Jahr 1967 wurden in Italien die Postleitzahlen eingeführt.
In den folgenden Jahrzehnten nahm die Leistungsfähigkeit und die Effizienz der italienischen Post stetig ab. In den 1980er Jahren galt sie als „hoffnungsloser Fall“. 1986 fraßen die Personalkosten 93 Prozent der Einnahmen auf. 1989 betrug die Postlaufzeit in Italien durchschnittlich 8,5 Tage. Anfang der 1990er Jahre begann man mit ersten Reformen der stark defizitären italienischen Post, die 1998 in eine Aktiengesellschaft umgewandelt wurde und nach drastischen Rationalisierungsmaßnahmen unter Corrado Passera im Jahr 2001 erstmals wieder schwarze Zahlen schrieb. In den folgenden zehn Jahren rückte Poste Italiane unter dem Vorstandsvorsitzenden Massimo Sarmi zu einem der international führenden Unternehmen der Branche auf. Nachdem die Postdienstleistungen im Jahr 2011 weitgehend liberalisiert wurden, beschloss die italienische Regierung Anfang 2014 eine Teilprivatisierung des Unternehmens.